# Camphorosmoideae
Camphorosmoideae es una subfamilia de las Amaranthaceae, antes ubicada en la familia Chenopodiaceae. Las especies de Camphorosmoideae se distribuyen por Australia (cerca de. 147 especies), Eurasia incluyendo el Norte de África (unas 27 especies), África del Sur (3 especies) y América del Norte (2 especies), con unas pocas especies en todo el mundo. Crecen en estepas y semidesiertos.
La mayoría de las especies de Camphorosmoideae son subarbustos o plantas anuales. Difieren de la subfamilia Salsoloideae por no tener bracteolas. Los granos de polen son muy grandes.

## Descripción
Comprende 20 géneros con unas 179 especies
| - Bassia - Camphorosma - Chenolea - Didymanthus - Dissocarpus - Enchylaena - Eokochia - Eremophea - Eriochiton - Grubovia | - Maireana - Malacocera - Neobassia - Neokochia - Osteocarpum - Roycea - Sclerolaena - Sedobassia - Spirobassia - Threlkeldia |